# Lembata

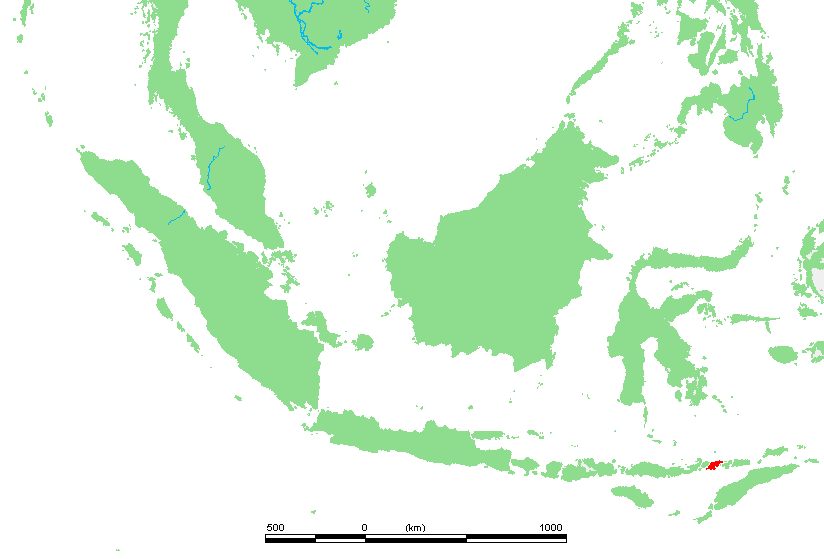
Localização de Lembata

Lembata (em indonésio: Pulau Lembata), anteriormente conhecida como Ilha Lomblen ou também Kawula, é a maior ilha do arquipélago de Solor nas Pequenas Ilhas da Sonda, Indonésia. É parte da província de Sonda Oriental. O comprimento da ilha é de cerca de 80 km do sudoeste ao nordeste e a largura é de cerca de 30 km a partir do oeste para o leste. Sua maior elevação alcança uma altura de 1533 metros.
Para o oeste estão localizadas as outras ilhas do arquipélago, como Solor e Adonara, em seguida, a maior ilha chamada Flores. Para o leste está o Estreito de Alor, que separa este arquipélago do arquipélago de Alor. Ao sul após o Mar de Savu encontra-se a ilha de Timor, enquanto a norte está a parte ocidental do Mar de Banda que a separa de Buton e as outras ilhas de Celebes do Sudeste.

## Geografia
A capital Lewoleba (também conhecido como labala) está localizada na parte ocidental da ilha, com uma enorme baía frente ao vulcão Ilê Ape no norte. Os navios com frequência ligam as cidades costeiras e as ilhas vizinhas, mas o único grande porto existente em Lewoleba está na parte norte da ilha. Em Lewoleba existem ligações diárias para Larantuca, Flores, e Waiwerang sobre a vizinha ilha de Adonara.
Como as outras Pequenas Ilhas da Sonda, e como grande parte da Indonésia, Lembata possui atividade vulcânica. Ela tem três vulcões, Ililabalekan, Iliwerung e Lewotolo.

## Povo
O povo de Lembata são, como muitos outros habitantes da Indonésia Oriental, famoso por suas tecelagens artesanais.
A língua nacional, o indonésio, é conhecida por muitas pessoas de todas as idades, mas, como em outras ilhas a língua nacional convive com muitas línguas locais. O mais comum deles é provavelmente o lamahólot (outra língua franca no interior do arquipélago de Solor). O lamahólot é falado como língua nativa no leste de Flores e oeste de Solor, e é em si dividido em dez ou mais variedades (e muitos mais dialetos). É falada por 150 mil ou mais pessoas na região.
Na costa Sul de Lembata, a aldeia de Lamalera (pop. 2500) é conhecida por sua caça à baleia. Lamalera e Lamakera (na vizinha ilha de Solor) são os dois últimos remanescentes das comunidades baleeiras indonésias.